# Nadine Daviaud
Nadine Daviaud (* 31. Juli 1960) ist eine französische Tischtennisnationalspielerin. In den 1980er Jahren gehörte sie zu den besten Spielerinnen Frankreichs. Sie gewann neunmal die französische Meisterschaft. 
Daviaud wurde viermal französische Meisterin im Einzel, nämlich 1979, 1980, 1982 und 1987. Im Doppel errang sie ebenfalls vier Titel, 1978 und 1979 mit Patricia Germain sowie 1984 und 1985 jeweils mit Muriel Monteux. Dazu kommt ein Titel im Mixed mit Bruno Parietti im Jahr 1984. in den 1980er Jahren spielte sie für den Verein AL Bruz.
1979 siegte Daviaud mit der französischen Mannschaft bei den Mittelmeer-Spielen (Mediterranean Games), im Doppel erreichte sie das Endspiel. Von 1979 bis 1987 wurde sie fünfmal für Weltmeisterschaften nominiert.
Daviaud arbeitet als Sportlehrerin.

## Turnierergebnisse
| Verband | Veranstaltung     | Jahr | Ort        | Land | Einzel     | Doppel    | Mixed     | Team |
| ------- | ----------------- | ---- | ---------- | ---- | ---------- | --------- | --------- | ---- |
| FRA     | Mittelmeer-Spiele | 1979 | Hvar Split | YUG  |            | Silber    |           | 1    |
| FRA     | Weltmeisterschaft | 1987 | New Delhi  | IND  | letzte 128 | letzte 32 | letzte 32 | 16   |
| FRA     | Weltmeisterschaft | 1985 | Göteborg   | SWE  | letzte 64  | letzte 16 | letzte 32 | 10   |
| FRA     | Weltmeisterschaft | 1983 | Tokio      | JPN  | letzte 128 | letzte 64 | Qual      | 14   |
| FRA     | Weltmeisterschaft | 1981 | Novi Sad   | YUG  | letzte 128 | Scratched | Scratched | 14   |
| FRA     | Weltmeisterschaft | 1979 | Pyongyang  | PRK  | Qual       | letzte 32 | letzte 16 | 13   |